# Liste du patrimoine immobilier classé de Bertogne
Cette page regroupe l'ensemble du patrimoine immobilier classé de la commune belge de Bertogne. Depuis la fusion de Bertogne avec Bastogne le 2 décembre 2024, cette page est obsolète. Voir la liste du patrimoine immobilier classé de Bastogne.
| Objet | Année de construction / Architecte | Adresse            | Section communale | Coordonnées                      | Numéro d’inventaire | Illustration |
| --- | ---------------------------------- | ------------------ | ----------------- | -------------------------------- | ------------------- | --- |
| Château de Rolley et les ruines (M) ainsi que l'ensemble formé par ce château et les terrains environnants (S)                                                                                   |                                    |                    |                   | 50° 02′ 16″ nord, 5° 40′ 57″ est | 82005-CLT-0001-01   | Image manquanteTéléverser |
| Château de Roumont dit Relais Casaquy, à Flamierge ainsi que la cour intérieure entourée des écuries, chenils et communs (M) et l'ensemble formé par ce château et les terrains environnants (S) | 1764                               | Roumont-sur-Ourthe | Flamierge         | 50° 04′ 16″ nord, 5° 33′ 31″ est | 82005-CLT-0002-01   | Château de Roumont dit Relais Casaquy, à Flamierge ainsi que la cour intérieure entourée des écuries, chenils et communs (M) et l'ensemble formé par ce château et les terrains environnants (S) |
| Chapelle Sainte-Aldegonde de Flamisoulle, le mur d'enceinte du cimetière, les pierres et les croix funéraires (M) et l'ensemble formé par cet édifice et le cimetière (S)                        |                                    |                    |                   | 50° 01′ 55″ nord, 5° 37′ 47″ est | 82005-CLT-0003-01   | Église et cimetière de Flamisoulle |
| Ancienne ferme Rosière (façades, charpente et toitures, ainsi que l'intérieur du logis), sis à Champ, n° 793 (M) et établissement d'une zone de protection (ZP)                                  |                                    | Champ n° 793       |                   | 50° 02′ 22″ nord, 5° 40′ 13″ est | 82005-CLT-0004-01   | Image manquanteTéléverser |